# Conchopterella
Conchopterella is een geslacht van insecten uit de familie van de bruine gaasvliegen (Hemerobiidae), die tot de orde netvleugeligen (Neuroptera) behoort.

## Soorten
Deze lijst is mogelijk niet compleet.
- C. kuscheli Handschin, 1955
- C. maculata Handschin, 1955
- C. stangei (Gonzalez Olazo, 1981)